# Syllepte posticalis
Syllepte posticalis is een vlinder uit de familie van de grasmotten (Crambidae). De wetenschappelijke naam van deze soort is voor het eerst voorgesteld als Botys posticalis door Max Saalmüller in een publicatie uit 1880.
De soort komt voor in Madagaskar.